# Copiopteryx
Copiopteryx é um gênero de mariposas, ou traças, neotropicais pertencentes à família Saturniidae (no século XX nas famílias Adelocephalidae ou Citheroniidae) e subfamília Arsenurinae, contendo espécies de hábitos noturnos, encontradas na floresta tropical e subtropical úmida e em habitat de cerrado, distribuídas do México à América do Sul até a Região Sul do Brasil e norte da Argentina (Misiones). Foi classificado por James Duncan, em 1841, na página 125 do texto "Exotic moths", publicado na obra The naturalist's library, de William Jardine; a sua espécie-tipo, Copiopteryx semiramis, classificada em 1775 por Pieter Cramer com o nome Phalaena semiramis, na obra De uitlandsche kapellen, voorkomende in de drie waereld-deelen Asia, Africa en America; e Seitz cita os animais deste gênero, estranhos e bonitos, "quase todos grandes raridades". São caracterizadas principalmente por uma longa cauda na metade final de cada asa posterior; Duncan, sobre elas, citando a "cauda muito longa, divergente e dilatada na extremidade", e suas "asas anteriores truncadas no ápice". Como uma regra mais ou menos geral nessa família o tamanho do corpo desses insetos é relativamente pequeno em relação ao tamanho de suas asas.

## Espécies
De acordo com o Global Biodiversity Information Facility/BOLD Systems; com asterisco (*) estão as espécies registradas para o Brasil (fonteː SiBBr - Sistema de Informação sobre a Biodiversidade Brasileira; entre parênteses os cientistas que tiveram os nomes originais de seus gêneros modificados para Copiopteryx).
- Copiopteryx cleopatra Girard, 1882
- Copiopteryx derceto (Maassen, 1872)*
- Copiopteryx imperialis Girard, 1882
- Copiopteryx inversa Giacomelli, 1911
- Copiopteryx jehovah (Strecker, 1874)*
- Copiopteryx semiramis (Cramer, 1775)*
- Copiopteryx sonthonnaxi André, 1905*
- Copiopteryx virgo Zikán, 1929*

## Etimologia
De acordo com James Duncan a etimologia da palavra grega Copyopterix significa asa (em latim: "ala") com, ou como, remo (em latim: "remus").